# وی۳۹۱ پگاسوس
وی۳۹۱ پگاسوس یک ستاره است که در صورت فلکی اسب بالدار قرار دارد.